# Chiesa russa ortodossa di San Simeone
La Chiesa russa ortodossa di San Simeone (in tedesco: Russisch-Orthodoxe Kirche des Heiligen Simeon vom wunderbaren Berge), è una chiesa ortodossa russa situata a Dresda. Progettata da Harald Julius von Bosse e Karl Weißbach, è stata costruita dal 1872 al 1874. È dedicata a Simeone Stilita il Giovane.
Durante il bombardamento della città nel febbraio del 1945, la chiesa fu l'unico edificio in una vasta area che rimase relativamente intatto.